# ۲۰۱۹، پس از سقوط نیویورک
۲۰۱۹، پس از سقوط نیویورک (ایتالیایی: 2019 - Dopo la caduta di New York) یک فیلم علمی تخیلی رستاخیزی و پسارستاخیزی ایتالیایی به کارگردانی سرجو مارتینو است که در سال ۱۹۸۳ منتشر شد.
این فیلم تحتِ تأثیر فیلمی از جان کارپنتر به نام فرار از نیویورک ساخته شد.

## داستان
در سال ۱۹۹۹، جنگ بین کنفدراسیون آمریکا و پادشاهی اوراک (شامل اروپا، آفریقا و آسیا) منجر به یک جنگ هسته‌ای و کشته شدن بسیاری از مردم شد. ۲۰ سال بعد، تشعشع همه انسان‌های باقی‌مانده را عقیم کرده و اوراک‌ها نیز منهتن را اشغال کرده‌اند و از بازماندگان برای آزمایش‌های ژنتیکی استفاده می‌کنند. یک مزدور توسط کنفدراسیون استخدام می‌شود تا تنها زن باردار دنیا را که جایی در نیویورک است را نجات دهد.

## بازیگران
- رومانو پوپو
- آنا کاناکیس
- جرج ایستمن
- ادموند پاردوم
- هاروهیکو یامانوچی
- جووانی جانفرییا